# One Time (musicien)
One Time, de son vrai nom Aboubacar Soumah (né en 1986 à Fria), est un chanteur, rappeur et compositeur guinéen,.

## Biographie
One Time fait ses études primaires à l’école primaire Katroun 1 de Fria de 1993 en 1999. Arrivé en 7e année, il fréquente le collège et lycée 1 Donka jusqu’en 11e année. Après une interruption due à sa passion pour la musique, il reprend ses études et décroche son BAC au lycée Kipé en 2007. Sous le nom de Dancehal Warior en 2011, One Time revient à Conakry avec un diplôme de licence 3 en environnement (la gestion des ressources naturelles) du centre universitaire de N'Nzérékoré.
Aboubacar Soumah, alias One Time, commence avec le titre La banlieue brûle, mais cette compilation ne rencontre pas le succès.  C’est à travers Mangué Will Camra, son manager et quelques amis, que One Time adhère au projet du collectif panafricain 2HR avec lequel il enregistre un album intitulé Hip Hop Never Die. Il décide d'engager une carrière solo avec un concept à la clé Pouwè' et participe à plusieurs projets d' artistes guinéens notamment SOS Fria, un geste pour la vie et hommage aux victimes de la plage Rogbanè.
Il est l'ambassadeur de la chaine de télévision Afroculture TV pour la Suisse[source insuffisante] de la Suisse.

## Discographie

### Single
- 2021 : Wo Bavette sa (avec Konko Malela et Alifa)